# Speedy Working Motors

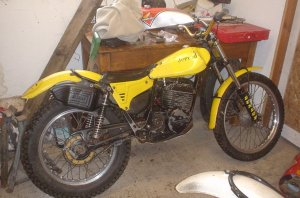
SWM TL320 (1981)

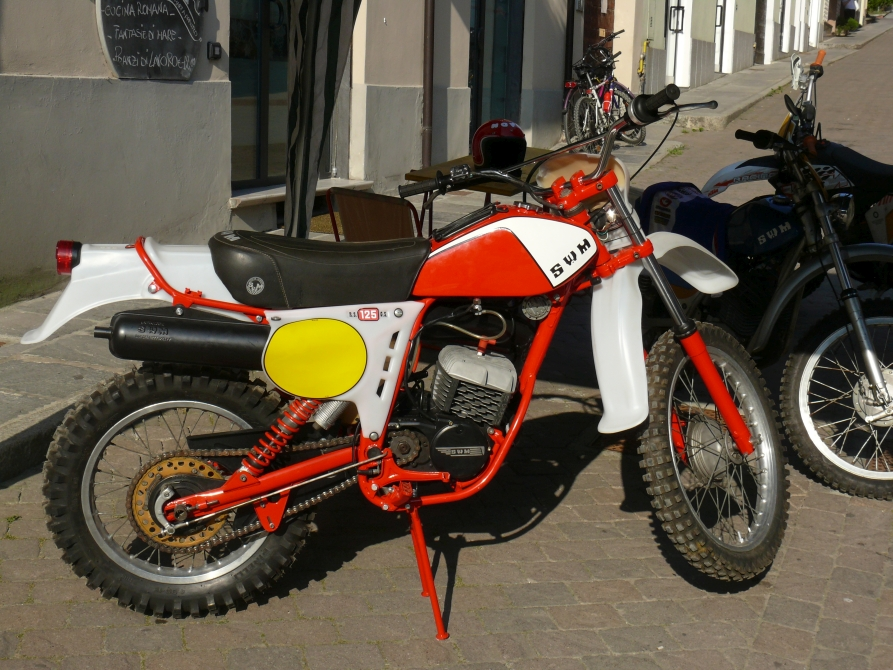
SWM RS 125 GS (1979)

La Speedy Working Motors (SWM) è stata una casa motociclistica produttrice di motociclette da fuoristrada di origine lombarda, attiva dal 1971 al 1984.

## Storia
Fondata da due appassionati, Pietro Sironi e Fausto Vergani, con sede a Palazzolo Milanese, frazione di Paderno Dugnano, nacque con l'intento di concorrere con le migliori motociclette da fuoristrada del tempo, equipaggiate da motori a due tempi e provenienti quasi tutti dall'estero, con la Sachs e Rotax in particolare evidenza.
La Casa lombarda ebbe buoni risultati nelle competizioni fin dai suoi esordi, nella regolarità, nel motocross e nel trial, dove fu la prima Casa italiana a vincere un Campionato del Mondo (nel 1981 con il francese Gilles Burgat). Grazie anche all'impegno del direttore tecnico e designer Emilio Ferraboschi, riuscì ad avere un grandissimo riscontro in campo commerciale ed essere definita come migliore moto dell'anno con l'SWM RS 125 GS del 1979.
In seguito a difficoltà finanziarie, la SWM nel 1984 entrò in concordato preventivo e successiva liquidazione, a cui seguì la chiusura definitiva nel 1985. Sironi provò a continuare l'attività con il marchio SVM, nome che stava per Società Veicoli Milanese, ma l'operazione ebbe breve durata: nel 1987 anche SVM chiuse definitivamente i battenti.

## Riutilizzo del marchio
Nel luglio 2015 la neonata SWM Motorcycles S.r.l, sussidiaria del gruppo Shineray, riprende la produzione dello storico marchio lombardo a Biandronno in provincia di Varese, nell'ex stabilimento Husqvarna chiuso dall'austriaca KTM.